# Życie po życiu
Życie po życiu – wydawnictwo DVD zespołu Kat & Roman Kostrzewski, które miało premierę na początku grudnia 2007 roku. Płyta zawiera koncert z katowickiego Mega Clubu z 2006 roku oraz trzy bootlegi z występów w 2007 roku.

## Lista utworów
Opracowano na podstawie materiału źródłowego.
Katowice - 14 kwietnia 2006
1. „Płaszcz skrytobójcy” (sł. Kostrzewski, muz. Loth, Regulski, Oset, Kostrzewski) - 1:36
2. „Śpisz jak kamień” (sł. Kostrzewski, muz. Loth, Luczyk, Kostrzewski, Jaguś) - 2:59
3. „Głos z ciemności” (sł. Kostrzewski, muz. Loth, Luczyk, Kostrzewski) - 6:10
4. „Cmok-cmok, mlask-mlask” (sł. Kostrzewski, muz. Regulski, Kostrzewski) - 4:45
5. „666” (sł. Kostrzewski, muz. Loth, Luczyk, Kostrzewski, Jaguś, Mrowiec) - 4:01
6. „Łza dla cieniów minionych” (sł. Kostrzewski, muz. Loth, Regulski, Oset, Luczyk, Kostrzewski) - 5:31
7. „Purpurowe gody” (sł. Kostrzewski, muz. Loth, Regulski, Oset, Kostrzewski) - 6:49
8. „Wyrocznia” (sł. Kostrzewski, muz. Loth, Luczyk, Kostrzewski, Jaguś, Mrowiec) - 5:37
9. „Odi profanum vulgus” (sł. Kostrzewski, muz. Loth, Regulski, Oset, Kostrzewski) - 5:47
10. „Ostatni tabor” (sł. Lor, muz. Loth, Luczyk, Kostrzewski, Jaguś, Mrowiec) - 5:59

Kraków - 3 marca 2007
1. „Masz mnie wampirze” (sł. Kostrzewski, muz. Loth, Luczyk, Kostrzewski, Jaguś, Mrowiec) - 5:36
2. „Łza dla cieniów minionych” (sł. Kostrzewski, muz. Loth, Regulski, Oset, Luczyk, Kostrzewski) - 5:21
3. „Wierze” (sł. Kostrzewski, muz. Loth, Regulski, Oset, Kostrzewski) - 8:51
4. „W bezkształtnej bryle uwięziony” (sł. Kostrzewski, muz. Regulski, Luczyk, Kostrzewski) - 7:04
5. „666” (sł. Kostrzewski, muz. Loth, Luczyk, Kostrzewski, Jaguś, Mrowiec) - 4:18

Katowice - 14 kwietnia 2007
1. „Prosto z lufy” (muz. Loth, Pistelok, Laksa, Radecki, Kostrzewski) - 5:47

Warszawa - 24 lutego 2007
1. „Płaszcz skrytobójcy” (sł. Kostrzewski, muz. Loth, Regulski, Oset, Kostrzewski) - 5:56
2. „Śpisz jak kamień” (sł. Kostrzewski, muz. Loth, Luczyk, Kostrzewski, Jaguś) - 2:53
3. „Progeria” (muz. Loth, Pistelok, Laksa, Radecki, Kostrzewski) - 6:59
4. „Prosto z lufy” (muz. Loth, Pistelok, Laksa, Radecki, Kostrzewski) - 5:37
5. „Łoże wspólne, lecz przytulne” (sł. Kostrzewski, muz. Regulski, Kostrzewski) - 4:58
6. „Strzeż się plucia pod wiatr” (sł. Kostrzewski, muz. Loth, Regulski, Oset, Kostrzewski) - 2:28
7. „Wyrocznia” (sł. Kostrzewski, muz. Loth, Luczyk, Kostrzewski, Jaguś, Mrowiec) - 6:19
8. „Odi profanum vulgus” (sł. Kostrzewski, muz. Loth, Regulski, Oset, Kostrzewski) - 5:38
9. „Ostatni tabor” (sł. Lor, muz. Loth, Luczyk, Kostrzewski, Jaguś, Mrowiec) - 6:59

## Twórcy

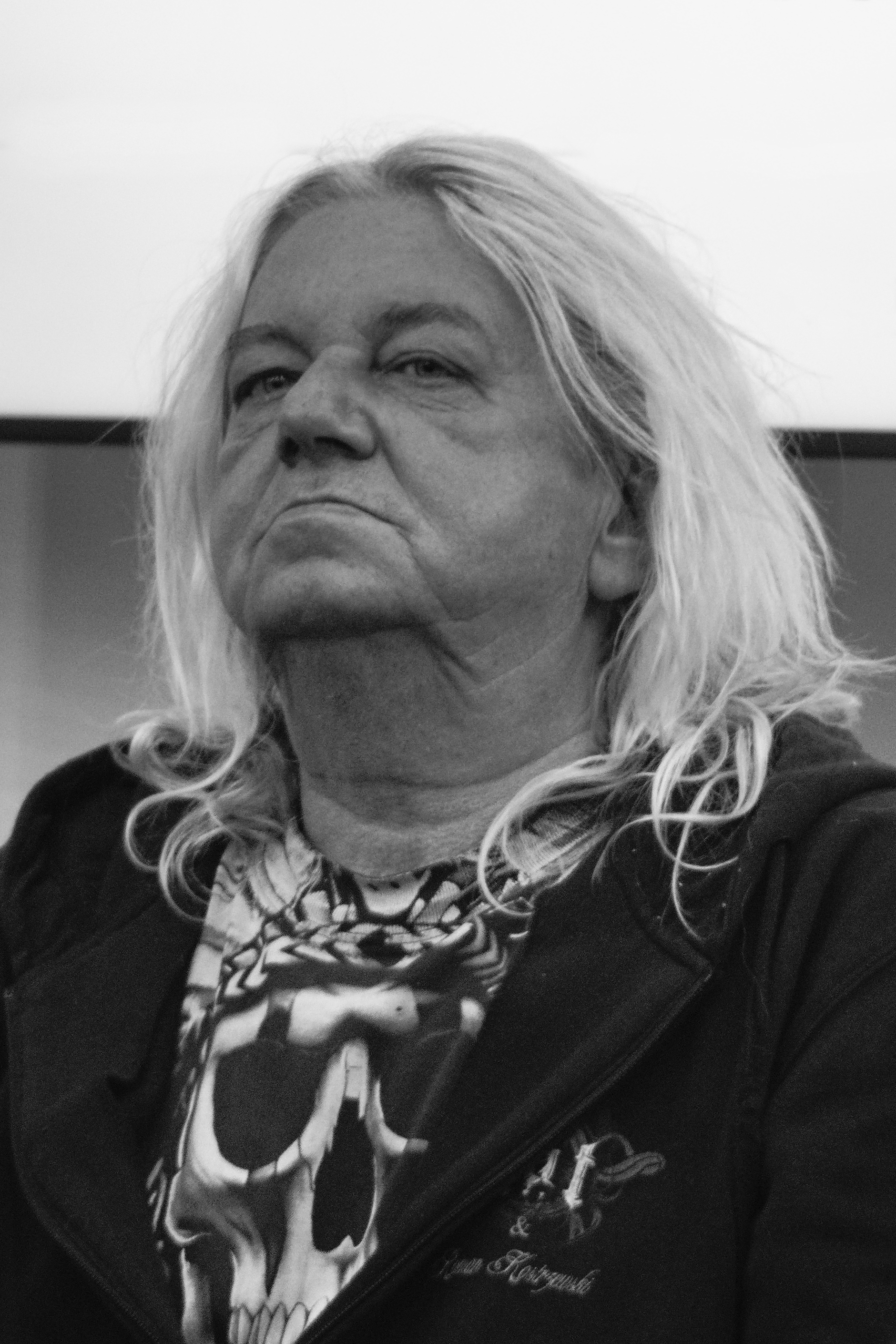
Damian Heczko (2023)

Opracowano na podstawie materiału źródłowego.

- Roman Kostrzewski – wokal, projekt graficzny
- Piotr Radecki – gitara
- Krzysztof Pistelok – gitara
- Michał Laksa – gitara basowa
- Ireneusz Loth – perkusja, reżyseria, projekt graficzny
- Petr Pavlas – kamera
- Petr Majer – kamera
- Michał Mleczko – kamera
- Radim „Slovák” Bittner – reżyseria, kamera
- Leszek „Czubek” Wojtas – dźwięk
- Damian Heczko – światła
- Katarzyna Hętkowska – opracowanie graficzne, zdjęcia
- Bogdan Kurzawa – technika
- Preisner Studio – zgranie, mastering